# Prototrochus belyaevi
Prototrochus belyaevi is een zeekomkommer uit de familie Myriotrochidae.
De wetenschappelijke naam van de soort werd in 1997 gepubliceerd door A. Smirnov.